# Kayanza (provins)
Kayanza är en av Burundis 18 provinser. Huvudorten är Kayanza. Provinsen har en yta på 1 233 km² och 585 412 invånare (2008).